# Alpena, Michigan
Alpena, Michigan là một thành phố quạn lỵ quận Alpena, tiểu bang Michigan, Hoa Kỳ. Theo điều tra dân số Hoa Kỳ 2010, thành phố có dân số 10.483 người. Sau Traverse, đây là thành phố đông dân thứ hai ở khu vực Bắc Michigan. Thành phố được bao quanh bởi thị trấn Alpena, nhưng hai bên được quản lý tự chủ. Đây là thành phố cốt lõi của khu vực thống kê vi mô Alpena, bao gồm tất cả các quận Alpena và có tổng dân số 28.360 trong cuộc điều tra dân số năm 2010.
Nằm tại vịnh Thunder dọc theo bờ hồ Huron, Khu bảo tồn biển quốc gia Thunder Bay nằm trong thành phố.
Vào mùa hè có một lượng lớn du khách đến nghỉ mát tại khu vực này.